# Ліна Мохохло
Ліна Келебогіле Мохохло (англ. Linah Kelebogile Mohohlo; 13 лютого 1952, Рамоцва, Бечуаналенд — 2 червня 2021, Габороне) — ботсванський банківський діяч, з 1999 по 2016 рік очолювала Банк Ботсвани. Перебувала членом Комісії з Африки. Входила в африканську групу за прогрес — APP) — організацію з десяти відомих особистостей, які виступають на найвищих рівнях за справедливий і сталий розвиток країн Африки. Як член цієї групи сприяла створенню коаліції для підтримки освіти, а також спілкувалася з тими політиками, які ухвалюють рішення в своїх країнах, для консолідації зусиль із довгострокових реформ у країнах Африки. Удостоєна вищої нагороди Ботсвани «Президентського ордена за заслуги».
Вивчала бухгалтерський облік і бізнес, економіку, фінанси та інвестиції в Ботсванському університеті, Університеті Джорджа Вашингтона та університеті Ексетера. Пройшла навчання з питань виконавчого керівництва в Єльському університеті.
У 1999—2016 роках працювала керівницею Банком Ботсвани. Співпрацювала з Міжнародним валютним фондом (МВФ) на посаді спеціального призначенця. Як керівниця МВФ із Ботсвани була членом міжнародного валютно-фінансового комітету в 2000—2002 роках, що представляв групу країн Африки, у яку входила 21 африканська країна на південь від Сахари.
Мохохло була членом першої економічної та консультативної ради Ботсвани та членом ради директорів великих ботсванських і зарубіжних корпорацій. 2002 року на неї покладено відповідальність за нагляд за оцінкою нової програми організації Об'єднаних Націй щодо забезпечення розвитку в Африці в 1990-ті роки. Також була членом Комісії з Африки, яку очолював колишній прем'єр-міністр Великої Британії Тоні Блер; звіт Комісії «Наші спільні інтереси» опублікований 2005 року. Мохохло в останні роки життя була членом Фонду Білла і Мелінди Гейтс — Комітету з фінансових послуг для бідних та членом Комітету з інвестицій Об'єднаного пенсійного фонду персоналу організації Об'єднаних націй, співголовою наради Всесвітнього економічного форуму для Африки в Кейптауні в травні 2011 року.
Мохоло також була членом африканської групи з прогресу (APP), групи з десяти відомих особистостей, які обстоюють на найвищому рівні справедливий і сталий розвиток країн Африки. Щороку група публікує бюлетень «Доповідь про хід роботи в Африці», у якому викладають проблему, що має безпосереднє значення для континенту, і пропонують низку пов'язаних із цим стратегій. 2012 року в «Звіті про прогрес в Африці» висвітлені питання зайнятості, юстиції та справедливості. У доповіді 2013 року викладені питання, що стосуються видобутку нафти, газу і корисних копалин в Африці.
У травні 2015 року Генеральний секретар Організації Об'єднаних Націй Пан Гі Мун призначив Мохоло членом групи високого рівня з гуманітарного фінансування — ініціативи, спрямованої на підготовку рекомендацій для Всесвітнього саміту з гуманітарних питань 2016 року. Мохохло є авторкою низки статей і книжок з питань економіки, фінансів/інвестицій, управління ресурсами та організації праці.
У липні 2017 року компанія «Тлу Енерджі Лімітед», що займається поставками електроенергії в Ботсвану і на південь Африки за допомогою розробки метану вугільного пласта, оголосила, що призначила Ліну Мохохло в Раду директорів компанії.
Померла 2 червня 2021 року від COVID-19.